# Faverolles-lès-Lucey
Faverolles-lès-Lucey ist eine französische Gemeinde mit 29 Einwohnern (Stand 1. Januar 2022) im Département Côte-d’Or in der Region Bourgogne-Franche-Comté. Sie gehört zum Arrondissement Montbard und zum Kanton Châtillon-sur-Seine. 
Sie grenzt im Norden an Lucey, im Osten an Gurgy-le-Château, im Südosten an Chambain, im Süden an Recey-sur-Ource und im Westen an Leuglay.

## Bevölkerungsentwicklung
| Jahr                       | 1962 | 1968 | 1975 | 1982 | 1990 | 1999 | 2008 | 2015 |
| -------------------------- | ---- | ---- | ---- | ---- | ---- | ---- | ---- | ---- |
| Einwohner                  | 38   | 41   | 43   | 36   | 17   | 22   | 36   | 33   |
| Quellen: Cassini und INSEE |      |      |      |      |      |      |      |      |